# محوطه آشورآباد
محوطه آشور آباد مربوط به هزاره اول و دوم قبل از میلاد است و در شهرستان سیاهکل، بخش دیلمان، دهستان دیلمان، شمال عاشور آباد واقع شده و این اثر در تاریخ ۱۲ دی ۱۳۸۶ با شمارهٔ ثبت ۲۰۴۵۰ به‌عنوان یکی از آثار ملی ایران به ثبت رسیده‌است.